# Aegyptopithecus
Aegyptopithecus ou pliopithecus é um género de macaco que existiu no Oligoceno, há cerca de 30 milhões de anos. Fósseis da única espécie deste género, o Aegyptopithecus zeuxis, têm sido encontrados no Egipto (daí o seu nome) e permitem considerar este símio o primeiro com características do grupo onde, mais tarde surgiram os hominídeos.
Foram os primeiros a apresentar as características dos catarrinos: nariz mais estreito e dentição com 32 dentes. Não obstante, ainda apresentavam traços antigos, como focinho longo e órbitas afastadas. Esses macacos quadrúpedes arborícolas eram exímios saltadores, pesavam cerca de 7 kg e se alimentavam de frutas e folhas. Extinguiram-se sem deixar descendência.

## Características físicas
Aegyptopithecus zeuxis tinha uma fórmula dental igual a 2:1:2:3 em ambas as maxilas e dimorfismo sexual nos dentes caninos.
As órbitas eram relativamente pequenas, o que sugere que o Aegyptopithecus era uma espécie diurna. A distância interorbital nesta espécie era grande, tal como encontramos atualmente nos Colobinae.
Uma crista sagital desenvolvia-se nos indivíduos mais velhos por sobre as arcadas ciliares. O aparelho auditivo era semelhante ao dos platirrinos, sem tubo ósseo e com o tímpano fundido à superfície lateral da bulla.
Esta espécie tinha um cérebro relativamente menor que outros haplorrinos, com uma capacidade cranial de aproximadamente 30 cm3, mas mais avançado que o dos estrepsirrinos, possuindo um córtex visual expandido, bulbos olfatórios mais pequenos e um sulco central.
O úmero tinha uma cabeça aparentemente posterior e mais definida que a dos primatas que possuem comportamento suspensório. Esta espécie possuía uma ulna comparável à dos membros extintos do genio Alouatta. Nos ossos do pé, esta espécie tinha um hálux oponível.
Aegyptophitecus zeuxis possuíam ainda outras características comuns com os haplorrinos, como uma mandíbula fundida, com sínfise frontal, aproximação pos-orbital, e tori transversais, superior e inferior.

## Locomoção e distância
O Aegyptopithecus zeuxis era provavelmente um quadrúpede arborícola, conforme sugerido pelos restos cranianos, a primeira metatasal e pela morfologia do talus.